# ستيفن مارتيني
ستيفن مارتيني (بالإنجليزية: Steven Martini)‏ هو كاتب سيناريو وممثل أمريكي، ولد في 17 يونيو 1975 بنيويورك في الولايات المتحدة.

## أعمال

### أفلام
- (1995) الرائد باين

## وصلات خارجية
- ستيفن مارتيني على موقع IMDb (الإنجليزية)
- ستيفن مارتيني على موقع قاعدة بيانات الفيلم (الإنجليزية)